# Христианский реализм
Христианский Реализм (англ. Christian realism) — философская концепция, разработанная богословом и светским интеллектуалом Рейнхольдом Нибуром в конце 1940-х и начале 1950-х годов. Нибур утверждал, что Царство Божие не может быть реализовано на Земле из-за того, что общество имеет врожденные продажные тенденции (в том числе, коррупции). Из-за этих несправедливостей, возникающих на Земле, человек, таким образом, вынужден ставить под угрозу идеал Царства Небесного на Земле.
Нибур также утверждал, что человек был усовершенствованной иллюзией, подчеркивая греховность человечества в то время, когда мир столкнулся с ужасами событий времен Второй мировой войны, Холокоста и т. д. Учение оказало влияние на таких известных политиков как Мартин Лютер Кинг, Хиллари Клинтон, Джимми Картер, Барак Обама, Мадлен Олбрайт и Джон МакКейн.

## История
Христианский Реализм оказал сильное влияние на американскую внешнюю и внутреннюю политику в эпоху Холодной войны. Многие члены неоконсервативного движения подчеркивали наследование философии Нибура, однако другие спорили, неоконсерватизм ли презирает приверженность Р. Нибура к социальной справедливости.
После событий 11 сентября 2001 года, многие ученые сомневались в светской основе политического реализма, особенно в условиях критики постмодернизма. Политолог Чарльз Джонсон из Кембриджского университета предположил, что международное право и нормативная теория допускают существование христианской этики, несмотря на комплекс  секуляризма, пронизывающий теорию международных отношений. Несмотря на убеждения ученых христианского реализма, первоначально связанных с английской школой, возрождение интереса к месту религии в международных отношениях наблюдается относительно недавно.

## Оценки
«Христианский реализм не вдохновил на гимны и на построение крепких институтов. Это было даже не движением, а скорее реакция на Социальное Евангелие направлена одним человеком, Рейнольдом Нибуром. Социальное Евангелие, напротив, было движением, существовавшим полвека и длительной перспективой, проложившей путь к современному экуменизму, социальному христианству, движению за гражданские права, а также сфере социальной этики», —  Гэри Доррит.